# Georgiana McCrae
Pour les articles homonymes, voir McCrae.
Georgiana Gordon McCrae (15 mars 1804 à Londres; 24 mai 1890  à Hawthorn) est une peintre et diariste australienne.

## Crédits
- (en) Cet article est partiellement ou en totalité issu de l’article de Wikipédia en anglais intitulé « Georgiana McCrae » (voir la liste des auteurs).